# Новопокровка (Ивановский район)
В Амурской области также есть сёла Новопокровка в Архаринском районе и Новопокровка в Магдагачинском районе.
Новопокро́вка — село в Ивановском районе Амурской области России. Входит в состав Николаевского сельсовета.

## География
Село Новопокровка стоит на левом берегу реки Белая (левый приток Зеи).
Село Новопокровка расположено к северо-востоку от районного центра Ивановского района села Ивановка.
Дорога к селу Новопокровка идёт от Ивановки через Луговое, Константиноградовку, Ерковцы и Николаевку, расстояние — 59 км.
Расстояние до административного центра Николаевского сельсовета села Николаевка — 9 км.
От Новопокровки на запад (вниз по левому берегу реки Белая) идёт дорога с выездом на автодорогу областного значения Благовещенск — Белогорск у села Среднебелое.

## Население
| 2002 | 2010 | 2012 | 2013 | 2014 | 2015 | 2016 |
| ---- | ---- | ---- | ---- | ---- | ---- | ---- |
| 242  | ↘188 | ↗190 | ↘184 | ↘181 | ↘175 | ↘166 |
| 2017 | 2018 |      |      |      |      |      |
| ↘160 | →160 |      |      |      |      |      |

## Улицы
- ул. Молодёжная,
- ул. Центральная,
- ул. Школьная.

## Экономика
Сельскохозяйственные предприятия Ивановского района.